# Dirty Fingers
Dirty Fingers es el quinto álbum de estudio del guitarrista norirlandés de blues rock y hard rock Gary Moore, publicado oficialmente en 1983 solo para el mercado japonés y relanzado en 1984 para Europa a través de Jet Records. Su grabación se realizó en 1980 antes que Gary creara el proyecto G-Force, pero recién en 1983 salió a la luz.
Dentro del listado de canciones está «Nuclear Attack» que había sido incluido hasta ese entonces en el disco homónimo de 1981 del músico inglés Greg Lake y además fue lanzado como sencillo en dicho año bajo el apodo de Gary Moore & Friends. De igual manera cuenta con una versión de «Don't Let Me Be Misunderstood» grabada oficialmente por Nina Simone, pero conocida mayormente por ser tema de The Animals.

## Lista de canciones
Todas las canciones escritas por Gary Moore, a menos que se indique lo contrario.

| N.º | Título                         | Escritor(es)                                 | Duración |  |
| 1.  | «Hiroshima»                    |                                              | 4:30     |  |
| 2.  | «Dirty Fingers» (instrumental) |                                              | 1:09     |  |
| 3.  | «Bad News»                     |                                              | 5:06     |  |
| 4.  | «Don't Let Me Be Misunderstod» | Bennie Benjamin, Sol Marcus, Gloria Caldwell | 3:37     |  |
| 5.  | «Run to Your Mama»             |                                              | 4:44     |  |
| 6.  | «Nuclear Attack»               |                                              | 5:11     |  |
| 7.  | «Kidnapped»                    |                                              | 3:50     |  |
| 8.  | «Really Gonna Rock Tonight»    |                                              | 3:50     |  |
| 9.  | «Lonely Nights»                |                                              | 3:58     |  |
| 10. | «Rest in Peace»                |                                              | 5:58     |  |

## Músicos
- Charlie Huhn: voz
- Gary Moore: voz y guitarra eléctrica
- Jimmy Bain: bajo
- Don Airey: teclados
- Tommy Aldridge: batería